# Альварес, Хулиан
Хулиа́н А́льварес (исп. Julián Álvarez, испанское произношение: [xuˈljan ˈalβaɾes]; род. 31 января 2000, Кальчин, Кордова) — аргентинский футболист, нападающий испанского клуба «Атлетико Мадрид» и сборной Аргентины. Двухкратный обладатель Кубка Америки 2021, 2024 годов. Чемпион мира 2022 года. Участник Олимпийских игр 2024 в Париже.
В 2021 году был признан футболистом года в Южной Америке.

## Клубная карьера
Альварес родился в маленьком городке Кальчин в провинции Кордова. Футболом начал заниматься в раннем возрасте и в 11 лет был очень перспективным. В том возрасте он успешно прошёл просмотры в школах ведущих аргентинских клубов, «Боки Хуниорс» и «Ривер Плейта», побывал в Испании, где проходил просмотр в мадридском «Реале», был приглашён и в «Барселону». Однако Хулиан отказался от переезда, не желая расставаться с семьёй. Лишь в январе 2016 года он присоединился к молодёжной команде «Ривер Плейта».
27 октября 2018 года в матче против «Альдосиви» он дебютировал в аргентинской Примере, заменив во втором тайме Родриго Мору. В 2019 году в поединке против «Индепендьенте» Хулиан забил свой первый гол за «Ривер Плейт». В том же году Альварес принял участие в 5 матчах Кубка Либертадорес и забил гол бразильскому «Интернасьоналу».
В 2020 году в розыгрыше Кубка Либертадорес Альварес забил 5 голов в матчах против эквадорского ЛДУ Кито, перуанского «Депортиво Бинасьональ» и «Сан-Паулу».
В 2021 году Альварес стал лучшим бомбардиром чемпионата Аргентины, забив 18 голов. «Ривер Плейт» завоевал свой 36-й чемпионский титул. Также команда дошла до 1/8 финала Кубка Либертадорес. Также в составе сборной Аргентины нападающий стал победителем Кубка Америки. По итогам опроса уругвайской газеты «Эль Паис» Хулиан Альварес был признан лучшим футболистом Южной Америки 2021 года.
В январе 2022 года «Ривер Плейт» и «Манчестер Сити» договорились о продаже нападающего в английский клуб за 18,5 млн евро. С учётом дополнительных выплат сумма трансфера может увеличиться до 27 млн евро. Хулиан продолжит играть в «Ривер Плейте» на правах аренды как минимум до июня 2022 года, а в случае, если «миллионеры» продолжат выступления в Кубке Либертадорес, аренда продлится до завершения выступления команды в этом турнире (но в этот дополнительный период «Ривер» будет обязан выплачивать игроку зарплату).
25 мая 2022 года, в матче 6 тура группового этапа Кубка Либертадорес, Хулиан Альварес забил шесть мячей в ворота перуанской «Альянсы Лимы». «Ривер Плейт» выиграл со счётом 8:1.
8 июля 2022 года Альварес вернулся из аренды в «Манчестер Сити». 30 июля 2022 года он дебютировал в матче Суперкубка Англии против «Ливерпуля». В этом же поединке Хулиан забил свой первый гол за «Манчестер Сити». 7 августа в матче против «Вест Хэм Юнайтед» он дебютировал в английской Премьер-лиге. В своём дебютном сезоне игрок помог клубу выиграть чемпионат, завоевать Кубок Англии и Кубок Лиги чемпионов. В рамках турнире он отметился голами в матчах против датского «Копенгагена», «Севильи» и «Реал Мадрид». В 2023 году Альварес выиграл Клубный чемпионат мира, забив в финале против «Флуминенсе» два мяча. В 2024 году игрок во второй раз стал чемпионом Англии.
С наступлением лета 2024 года Хулиан попросил руководство «горожан» продать его. Он отказался продлевать контракт с клубом, а также был недоволен недостатком игрового времени. 12 августа 2024 года Альварес подписал контракт с «Атлетико Мадрид» сроком на 6 лет. Сумма трансфера составила 75+20 миллионов евро. В матче против «Вильяррела» он дебютировал в Ла Лиге.

## Международная карьера
В 2019 году в составе молодёжной сборной Аргентины Альварес стал серебряным призёром молодёжного чемпионата Южной Америки в Чили, где Хулиан был включён в символическую «сборную турнира». На турнире он сыграл в матчах против Парагвая, Перу, Венесуэлы, Колумбии, Бразилии, а также дважды против Эквадора и Уругвая. В поединке против колумбийцев Хулиан забил гол.
В том же году Альварес принял участие в молодёжном чемпионате мира в Польше. На турнире он сыграл в матчах против команд ЮАР, Португалии, Южной Кореи и Мали. В поединке против африканцев Хулиан забил гол.
4 июня 2021 года в отборочном матче чемпионата мира 2022 против сборной Чили Альварес дебютировал за сборную Аргентины. В том же году Хулиан в составе сборной выиграл Кубок Америки в Бразилии. На турнире он сыграл в матче против команды Боливии.
На чемпионате мира 2022 года в Катаре Альварес забил мяч на групповой стадии в ворота Польши (2:0), а также победный мяч в ворота сборной Австралии в матче 1/8 финала после грубой ошибки вратаря Мэтью Райана (2:1). В полуфинале Альварес после выхода один на один с вратарём хорватов заработал пенальти, который реализовал Лионель Месси, а затем сам Альварес забил два мяча: один после забега с центра поля, а во втором тайме замкнув передачу Месси. 18 декабря он поучаствовал во втором голе Аргентины, когда его команда в финале чемпионата мира обыграла Францию 4:2 по пенальти после того, как матч закончился 3:3 в дополнительное время.
В 2024 году Альварес во второй раз подряд завоевал Кубок Америки в США. На турнире он сыграл в матчах против сборных Чили, Эквадора, Колумбии и дважды Канады. В поединках против канадцев Хулиан забил по голу.
В 2024 году Альварес в составе олимпийской сборной Аргентины принял участие в Олимпийских играх в Париже. На турнире он сыграл в матчах против команд Марокко, Ирака, Украины и Франции.

## Статистика
| Выступление      | Выступление      | Выступление      | Лига | Лига | Кубки | Кубки | Континент | Континент | Итого | Итого |
| Клуб             | Лига             | Сезон            | Игры | Голы | Игры  | Голы  | Игры      | Голы      | Игры  | Голы  |
| ---------------- | ---------------- | ---------------- | ---- | ---- | ----- | ----- | --------- | --------- | ----- | ----- |
| Ривер Плейт      | Примера          | 2017/18          | 0    | 0    | 1     | 0     | 1         | 0         | 2     | 0     |
| Ривер Плейт      | Примера          | 2018/19          | 5    | 1    | 5     | 1     | 6         | 1         | 16    | 3     |
| Ривер Плейт      | Примера          | 2019/20          | 17   | 2    | 4     | 2     | 11        | 5         | 32    | 9     |
| Ривер Плейт      | Примера          | 2021             | 35   | 20   | 1     | 2     | 10        | 2         | 46    | 24    |
| Ривер Плейт      | Примера          | 2022             | 17   | 11   | 1     | 1     | 8         | 6         | 26    | 18    |
| Ривер Плейт      | Итого            | Итого            | 74   | 34   | 12    | 6     | 36        | 14        | 122   | 54    |
| Манчестер Сити   | Премьер-лига     | 2022/23          | 31   | 9    | 8     | 5     | 10        | 3         | 49    | 17    |
| Манчестер Сити   | Премьер-лига     | 2023/24          | 36   | 11   | 8     | 1     | 10        | 7         | 54    | 19    |
| Манчестер Сити   | Итого            | Итого            | 67   | 20   | 16    | 6     | 20        | 10        | 103   | 36    |
| Атлетико Мадрид  | Примера          | 2024/25          | 36   | 17   | 7     | 5     | 10        | 7         | 53    | 29    |
| Атлетико Мадрид  | Итого            | Итого            | 36   | 17   | 7     | 5     | 10        | 7         | 53    | 29    |
| Всего за карьеру | Всего за карьеру | Всего за карьеру | 177  | 71   | 35    | 17    | 66        | 31        | 278   | 119   |

## Достижения

### Командные достижения
«Ривер Плейт»
- Чемпион Аргентины: 2021
- Обладатель Кубка Аргентины: 2018/19
- Обладатель Суперкубка Аргентины: 2019
- Обладатель Кубка Либертадорес: 2018

«Манчестер Сити»
- Чемпион Англии (2): 2022/23, 2023/24
- Обладатель Кубка Англии: 2022/23
- Победитель Лиги чемпионов УЕФА: 2022/23
- Обладатель Суперкубка УЕФА: 2023
- Победитель Клубного чемпионата мира: 2023

Сборная Аргентины (до 20 лет)
- Серебряный призёр молодёжного чемпионата Южной Америки: 2019

Сборная Аргентины
- Чемпион мира: 2022
- Обладатель Кубка Америки (2): 2021, 2024
- Победитель Финалиссимы: 2022

### Личные достижения
- Лучший бомбардир чемпионата Аргентины: 2021
- Член символической сборной молодёжного чемпионата Южной Америки: 2019[51]
- Футболист года в Южной Америке: 2021[52]